# كورت شتيرن
كورت شتيرن (بالألمانية: Kurt Stern)‏ (و. 1907 – 1989 م) هو مخرج أفلام، وكاتب سيناريو، وصحفي من ألمانيا، وألمانيا الشرقية، ولد في برلين، توفي في برلين، عن عمر يناهز 82 عاماً.

## الخدمة العسكرية
خدم في الألوية الدولية.

## جوائز
حصل على جوائز منها:
- جائزة هاينريش مان  [لغات أخرى]‏ (1970)[6]
- وسام نجمة صداقة الشعوب لألمانيا الشرقية [الإنجليزية]‏
- الجائزة الوطنية لجمهورية ألمانيا الديمقراطية
- وسام الاستحقاق الوطني الذهبي

## وصلات خارجية
- كورت شتيرن على موقع IMDb (الإنجليزية)
- كورت شتيرن على موقع أول موفي (الإنجليزية)
- كورت شتيرن على موقع كينوبويسك (الروسية)